# Hibiscus rostellatus
Hibiscus rostellatus är en malvaväxtart som beskrevs av Jean Baptiste Antoine Guillemin och Perr.. Hibiscus rostellatus ingår i Hibiskussläktet som ingår i familjen malvaväxter. Inga underarter finns listade i Catalogue of Life.